# Palača Radošević u Visu
Palača Radošević u gradiću Visu u Vinogradarskoj 19/23, predstavlja zaštićeno kulturno dobro.

## Opis dobra
Barokno - renesansna dvokatna palača hvarske plemićke obitelji Radossio iz 17. st. izgrađena je na uzvisini u viškoj Luci, u produžetku palače Vukašinović – Dojmi. Dužim, glavnim pročeljem je okrenuta prema gradskoj ulici sjeverno od nje. U sredini osno simetričnog pročelja na prvom je katu dugački bogato ukrašen balkon. Na drugom se katu nad njim redaju tri manja istog tipa i ukrasa, a bočno ih okružuju dva prozora identična onima s prvog kata. Na sjevernoj strani dvostrešnog krovišta centralno je postavljen dvostrešni luminar. Zidovi palače su izvedeni iz fino obrađenih klesanaca, a završavaju kamenim konzolama pod strehom. Uz južno pročelje je terasa s krunom bunara.

## Zaštita
Pod oznakom Z-5776 zavedena je kao nepokretno kulturno dobro - pojedinačno, pravna statusa zaštićena kulturnog dobra, klasificirano kao "stambene građevine".